# Classe MMS
Pour les articles homonymes, voir MMS.
La classe MMS est une classe de 402 dragueurs de mines côtiers construits pour la Royal Navy entre 1940 et 1945. Ils étaient de construction en bois pour contrer les mines à influence magnétique.
Les dragueurs de mines côtiers portaient les numéros de fanion (pennant number) MMS1 à MMS312 et MMS1001 à MMS1090. Ils étaient surnommés "Mickey Mouse".
3 principaux modèles ont été construits dans plusieurs chantiers navals:
- Admiralty 105-ft (MMS1 à MMS118, MMS123 à MMS313, J278 à J279, J357 à J359, J364, J371 à J373, J395) de 1940 à 1944
- Newfoundland (MMS119 à MMS122) de 1941 à 1942
- Admiralty 126-ft (MMS1001 à MMS1090 et J480 à J495) de 1942 à 1945

Bien que les dragueurs de mines à moteur n'aient pas la puissance nécessaire pour remorquer des équipements de balayages pour les mines de contact, ils étaient adaptés à la manipulation d'équipement pour combattre les mines magnétiques. Certains modèles ultérieurs étaient équipés d'un marteau acoustique sur un cadre en "A" rétractable au-dessus de la proue pour contrer les mines acoustiques.
Plusieurs de ces navires ont été coulés par mines :
- Admiralty 105-ft: MMS8, MMS39, MMS55, MMS68, MMS70, MMS89, MMS101, MMS117, MMS168, MMS170, MMS229, MMS248 et MMS257
- Admiralty 126-ft: MMS1019

Les dragueurs de mines à moteur ont eu une utilisation limitée après la guerre, de sorte qu'ils ont été rapidement éliminés. Quinze d'entre eux ont été transférés par prêt-bail à la marine soviétique.
En 1947, la partition des Indes entraîne la scission de la Royal Indian Navy entre l'Inde et le Pakistan. Sur les dragueurs de mines de la classe MMS de la marine d'avant la partition, quatre sont transférés à la Royal Indian Navy (MMS130, MMS132, MMS151 et MMS154)  et deux au Pakistan (MMS129 et MMS131).
D'autres pays après la fin de la guerre ont reçu ce type de navires pour le nettoyage de leurs côtes:
- Belgique: MMS43, MMS75, MMS79, MMS112, MMS182, MMS187, MMS188, MMS189, MMS191, MMS193, MMS266, MMS1027
- Bermudes: MMS222
- Danemark: MMS36, MMS83, MMS84, MMS86, MMS263, MMS1016, MMS1038, MMS1042, MMS1044
- France: MMS9, MMS21, MMS47, MMS67, MMS91, MMS116, MMS118, MMS133, MMS134, MMS184, MMS204, MMS213, MMS220, MMS221, MMS1024, MMS1032, MMS1033, MMS1036, MMS1039, MMS1040
- Grèce: MMS1, MMS2, MMS5, MMS53, MMS58, MMS143, MMS144, MMS310, MMS313
- Inde: MMS130, MMS132, MMS151, MMS154
- Italie: MMS10, MMS32, MMS34, MMS42, MMS48, MMS49, MMS50, MMS99, MMS100, MMS102, MMS104, MMS105, MMS106, MMS135, MMS167, MMS172, MMS185
- Norvège: MMS1085, MMS1086
- Pakistan: MMS129, MMS131
- Pays-Bas: MMS54, MMS73, MMS138, MMS173, MMS174, MMS226, MMS227, MMS231, MMS234, MMS237, MMS292, MMS307, MMS1014, MMS1022, MMS1025, MMS1026, MMS1043, MMS1046, MMS1074, MMS1082
- Turquie: MMS63, MMS65, MMS140, MMS150
- Union soviétique: MMS90, MMS203, MMS212, MMS1005, MMS1023 et J480, J482, J484, J486, J488, J489, J492, J493, J494, J495